# Fushunobracon orientalis
Fushunobracon orientalis är en stekelart som beskrevs av Hong 2002. Fushunobracon orientalis ingår i släktet Fushunobracon och familjen bracksteklar. Inga underarter finns listade i Catalogue of Life.